# جایگزینی ریشه آئورت با حفظ دریچه
جایگزینی ریشه آئورت با حفظ دریچه (انگلیسی: Valve-sparing aortic root replacement) که با روش دیوید شهرت دارد، یک روش جراحی قلب برای درمان آنوریسم آئورت و دیسکسیون آئورت است. در این روش ریشهٔ سرخرگ آئورت تعویض می‌شود، بدون آنکه دریچه آئورت لطمه دیده یا عوض شوند. این روش، دو شیوهٔ گوناگون دارد که یکی توسط مجدی حبیب یعقوب و دیگری توسط تایرون ئی. دیوید ابداع شد.

## روش‌ها

### روش بازسازی مجدد
- ابداع‌شده توسط مجدی حبیب یعقوب[۲]

### روش کاشت مجدد
- ابداع‌شده توسط تایرون ئی. دیوید و کریستوفر فیندل در بیمارستان عمومی تورنتو[۳]